# ديف بال
ديف بال (بالإنجليزية: Dave Ball)‏ هو لاعب كرة قدم أمريكية أمريكي، ولد في 4 يناير 1981 في فيرفيلد في الولايات المتحدة.

## وصلات خارجية
- ديف بال على موقع مرجع كرة القدم المحترفة.كوم (الإنجليزية)